# Jutta Wachsmann
Jutta Wachsmann (* 5. November 1944 in Wien) ist eine österreichische Schauspielerin und Theaterregisseurin.

## Leben und Wirken
Wachsmann erhielt ihre schauspielerische Ausbildung 1965 bis 1967 an der Otto-Falckenberg-Schule in München. Danach trat sie Engagements in Oldenburg und Hamburg an. Bei Peter Zadek war sie drei Jahre am Schauspielhaus Bochum tätig. Danach wirkte sie als freischaffende Schauspielerin in München, Wiesbaden und Bonn.
Nach Erfahrungen als Regieassistentin debütierte sie am Studiotheater München 1978/79 als Regisseurin mit Martin Sperrs Die Spitzeder mit Sperr in der Titelrolle. Seit 1981 ist sie ausschließlich als Regisseurin tätig, besonders an Wiener Bühnen wie dem dortigen Schauspielhaus, am Schauspielhaus Graz, am Theater Aachen, Stadttheater Ingolstadt, am Alten Schauspielhaus Stuttgart, am Goethe-Theater in Frankfurt am Main und an verschiedenen Münchner Theatern wie dem Studiotheater im Zelt und am Theater am Einlaß.
1987 wurde sie erste Spielleiterin und Stellvertreterin des Intendanten in künstlerischen Angelegenheiten am Rheinischen Landestheater Neuss. 
Inszenierungen Wachsmanns waren Walter Jens’ Die Friedensfrau, Gorkis Nachtasyl, Horváths Don Juan kommt aus dem Krieg, die Uraufführung von Barbara Frischmuths Daphne und Io (1982, Schauspielhaus Wien), Kafka/Brods Das Schloss, Dürrenmatts Achterloo, Sternheims Bürger Schippel, Hebbels Maria Magdalena (1988, Landestheater Coburg), Schnitzlers Lieutenant Gustl (1989), Sperrs Jagdszenen aus Niederbayern (1993), Fassbinders Bremer Freiheit (1997) und Bernhards Der Theatermacher (1998, Landshut).